# Intuicjonizm (filozofia)
Intuicjonizm – prąd epistemologiczny przyjmujący intuicję za podstawę poznania. 
Jego głównym twórcą jest Henri Bergson. W jego pojęciu intuicja ma naturę organiczną, równą rzeczom poznawanym, a jej przedmiotem jest rzeczywistość wewnętrzna. Rozważaniom na temat intuicji poświęcił m.in. książkę Wstęp do metafizyki, Intuicja filozoficzna. W tym zakresie poprzednikami Bergsona byli: Blaise Pascal, święty Augustyn, Plotyn, John Henry Newman.
Intuicjonizm stanowił istotną inspirację w twórczości Bolesława Leśmiana i Marcela Prousta.